# Academia Mundial de Recordes
A Academia Mundial de Recordes, no original em inglês: World Records Academy, está localizada nos Estados Unidos e é a principal organização internacional que certifica recordes mundiais de 35 categorias, entre desporto e tecnologia, com base no número de registros listados no site, novos registros listados anualmente e a disponibilidade mundial de cada novo recorde mundial. A Academia está ainda veiculada ao Google news, que traz notícicas minuto a minuto.